# 日本自動車ターミナル

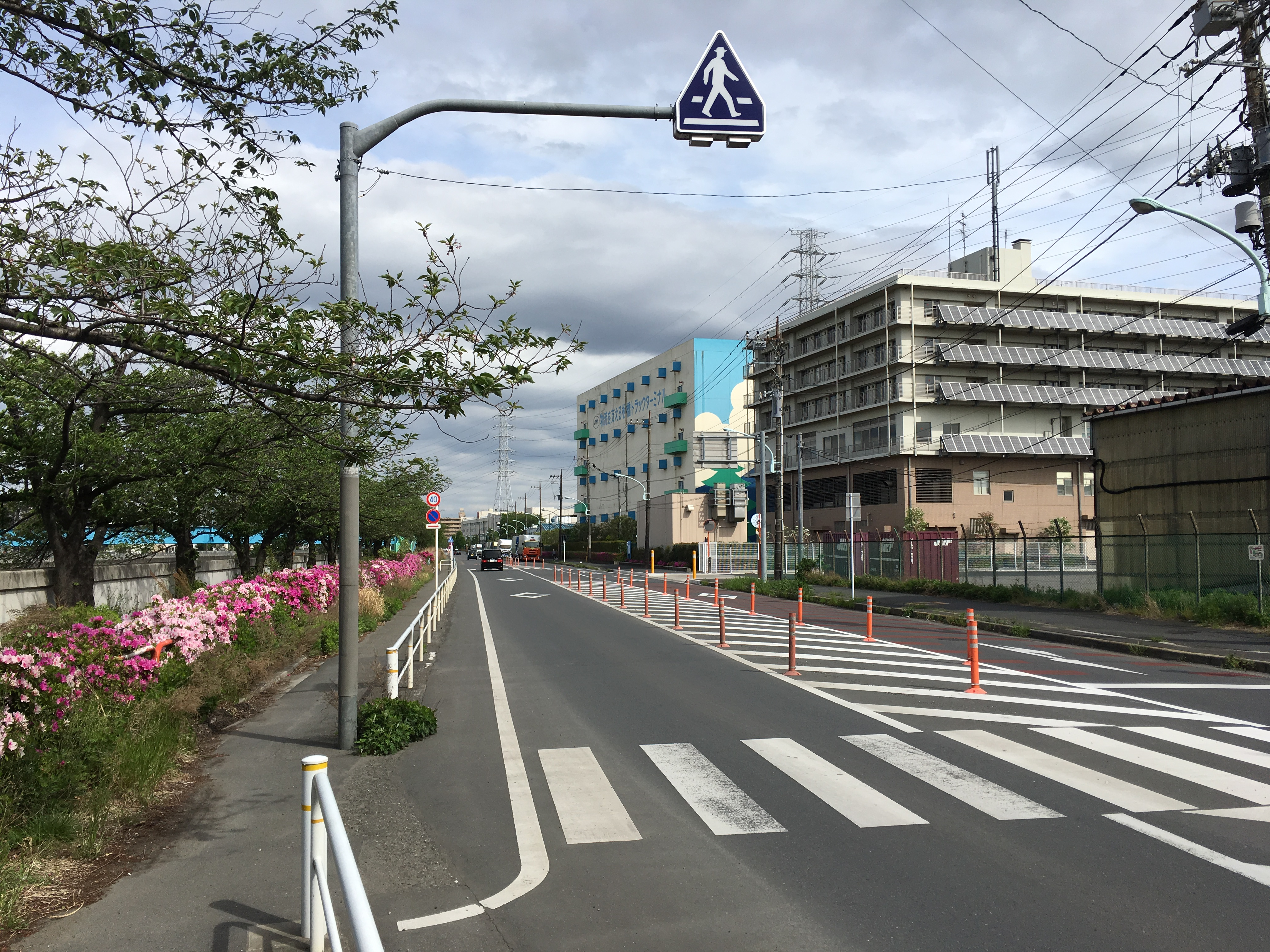
板橋トラックターミナル。2021年より再開発事業に着手していて中央水色塗装の建物は解体されている。2019年撮影。

日本自動車ターミナル株式会社（にほんじどうしゃターミナル、英: Japan Motor Terminal Co.,Ltd.、略称: JMT）は、東京においてトラックターミナル事業を行っている会社である。
かつては日本自動車ターミナル株式会社法に拠る特殊会社であった。

## 沿革
- 1965年（昭和40年） 
  - 5月 - 「日本自動車ターミナル株式会社法」公布・施行。
  - 7月 - 日本自動車ターミナル株式会社設立（資本金3億3百万円）。東京トラックターミナル株式会社（旧会社、設立：1964年12月）の営業の全部を出資。
- 1968年（昭和43年）6月 - 京浜トラックターミナル供用開始。
- 1970年（昭和45年）10月 - 板橋トラックターミナル供用開始。
- 1977年（昭和52年）4月 - 足立トラックターミナル供用開始。
- 1983年（昭和58年）4月 - 葛西トラックターミナル供用開始。
- 1985年（昭和60年）6月 - 「日本自動車ターミナル株式会社法を廃止する法律」により民営化[5]。
- 2018年（平成30年） 2月 - 彌生ヂーゼル工業株式会社を株式会社ターミナルサービスの100%出資会社としてグループ化[6]。

## 施設
東京の外周部に4つのトラックターミナルを運営している。
- 京浜トラックターミナル
  - 所在地：東京都大田区平和島2-1-1
  - 敷地面積：242,068m2
  - 貨物取扱能力：約10,500t/日
- 板橋トラックターミナル
  - 所在地：東京都板橋区高島平6-1-1
  - 敷地面積：115,828m2
  - 貨物取扱能力：約7,000t/日
- 足立トラックターミナル
  - 所在地：東京都足立区入谷6-1-1
  - 敷地面積：113,328m2
  - 貨物取扱能力：約6,500t/日
- 葛西トラックターミナル
  - 所在地：東京都江戸川区臨海町4-3-1
  - 敷地面積：184,976m2
  - 貨物取扱能力：約10,500t/日